# Kaple svatého Františka z Assisi (Prosmyky)
Kaple svatého Františka z Assisi (sv. Františka Serafinského) v Prosmykách je pozdně barokní sakrální stavba postavená v letech 1762-1763 stojící osamoceně uprostřed zaniklé obce na břehu řeky Labe. Duchovní správou patří pod Římskokatolickou farnost u Všech svatých v Litoměřicích. Je chráněna jako kulturní památka České republiky.

## Architektura
Stavba je obdélná, jednolodní. Má obdélný, na šířku situovaný presbytář s trojbokým mělkým závěrem, který je obrácený k jihu. Po jeho stranách se nacházejí obdélné přístavky. Na bočních fasádách se nachází dvojice pilastrů. Na závěru kaple a bočních přístavcích jsou oblamované pilastry. Okna jsou zakončená stlačeným obloukem. Na hlavním průčelí se v nárožích nacházejí dvě dvojice pilastrů s vylamovaným kladím a volutový štít s pilastry, lizénovým rámcem a vylamovaným trojúhelníkovým nástavcem. V ose fasády je obdélný portál a slepé oko. V ose štítu je nika se sochou sv. Františka.
Uvnitř je presbytář s koutovými pilastry. Presbytář je sklenut plackou. Triumfální oblouk je polokruhový, a je zdobený pilastry. Loď kaple je čtvercová. V klenbě lodi se nachází placka a pásy, které lemují čelní oblouky. Pásy a cípy klenby se sbíhají na pilastry zkosených rohů. V severní části kaple je kruchta bez podpor. Interiér je vyzdoben freskou ze 3. čtvrtiny 18. století a to tak, že na klenbě lodi je zobrazena Panna Maria v oblacích, Ježíš Kristus a Bůh Otec. Ve cviklech jsou čtyři malé chiaroscurové obrázky. Na poprsnici kruchty jsou ornamentální pole a hudoucí andělé. Na klenbě presbytáře je vymalován Kristus a Madona na oblacích. Ve spodní části obrazu je pak vymalován sv. František z Assisi. Na obou bočních stěnách jsou výjevy z legendy o sv. Františku. Obě boční prostory jsou sklenuty valenou klenbou se stýkajícími se lunetami.

## Zařízení
Hlavní oltář kaple je rokokový a pochází z roku 1762. Je na něm obraz sv. Františka Serafinského. Dále jsou zde sochy dvou biskupů. Kazatelna je rokoková a jsou na ní sochy andílků.